# Sergey Fedoroff
Sergey Fedoroff (1925, Letonia - 2012, Canadá) fue un científico investigador, considerado el padre del cultivo del tejido nervioso por sus importantes descubrimientos y contribuciones. Este hombre visionario desafió el conocimiento de la época, que estableció que era imposible regenerar las células nerviosas. Él demostró no sólo que podían ser cultivadas y multiplicadas, sino que la regeneración podría abrir nuevos caminos para el tratamiento de enfermedades neurológicas. Presidió numerosas sociedades, entre ellas la Asociación Panamericana de Anatomía, de la cual fue el cuarto presidente (período 1975-1978).